# Barbara Włodarczyk
Barbara Włodarczyk (* 14. května 1960) je polská televizní novinářka a dokumentaristka zaměřená především na témata související se zeměmi bývalého Sovětského svazu.

## Život
Vystudovala Varšavskou univerzitu, od roku 1985 pracovala jako novinářka v redakci mezinárodní publicistiky Polské televize (TVP). V letech 2004 až 2009 byla korespondentkou TVP v Moskvě. V letech 2000 až 2004 a poté 2010 až 2014 byla autorkou oceňovaného cyklu reportáží ze zemí bývalého SSSR Szerokie tory.
V roce 2013 vydala knihu reportáží Nie ma jednej Rosji.